# Бременські музиканти (фільм, 2024)
Бременські музиканти (рос. Бременские музыканты) — російський музичний фільм 2023 року, знятий за мотивами однойменної казки братів Грімм.
Фільм, знятий режисером Олексієм Нужним, який написав сценарій разом з Ігорем Гринякіним як співавтором, є ігровим римейком радянського короткометражного анімаційного фільму Інеси Ковалевської 1969 року «Бременські музиканти», виробництва студії «Союзмультфільм». Головну роль у ньому зіграв Тихон Жизневський, він розповідає про пригоди Трубадура, групи мандрівних музикантів, а також Аскар Нігамедзянов у ролі Півня, Ірина Горбачова у ролі Кота, Роман Курцин у ролі Пса, а Дмитро Дюжев спробує грати в осла. Музику і пісні до фільму написав Максим Фадєєв спільно з Геннадієм Гладковим.
Прем'єра «Бременських музикантів» відбулася 18 грудня 2023 року в московському кінотеатрі Karo 11 October, а в російському прокаті вийшов 1 січня 2024 року. Він вийшов одночасно з «Кріпаком 2» Central Partnership. Фільм зібрав у прокаті понад 2 мільярди рублів і отримав неоднозначні відгуки критиків і глядачів.

## Сюжет
Неймовірно талановитий у музиці хлопчик на ім'я Трубадур рано втрачає матір і приїжджає до міста Бремен, де хоче заспівати на площі. Його ловлять діти-розбійники і приводять до його вождя Луїзи, яка висловлює бажання почути спів Трубадура. Луїза вражена талантом хлопця і використовує його, щоб грабувати людей, поки вони зачаровані піснею Трубадура. Але одного разу на слід отаманші виходить Геніальний детектив; їй вдається втекти, а Трубадура садять у в'язницю. Звільнившись через багато років, Трубадур відправляється на міст, під яким колись було лігво розбійників, щоб поквитатися з Луїзою. Розбійників уже немає, а замість них чоловік зустрічає антропоморфних Пса, Осла, Півня і Кота - мандрівних музикантів, які, вражені грою Трубадура на електрогітарі, беруть його в свою групу як соліста.

## Акторський склад
- Тихон Жизневський — трубадур
- Мирон Проворов — трубадур у дитинстві
- Валентина Ляпіна в ролі принцеси
- Сергій Бурунов у ролі Дурного короля
- Марія Аронова — Луїза, отаманша та банда розбійників
- Костянтин Хабенський у ролі детектива
- Юлія Пересільд — мати Трубадура

### Антропоморфні тварини
- Аскар Нігамедзянов — Півень
- Ірина Горбачова в ролі Кішки
- Роман Курцин у ролі Пса
- Дмитро Дюжев — Осел

## Виробництво
З 2022 року студії «ТриТе», створена режисером Микитою Міхалковим, і «Союзмультфільм» представили на очному захисті «Фонду кіно» екранізацію радянського мультфільму «Бременські музиканти» (1969), оголосивши, що Олексій Нужний має стати режисером.
У січні 2023 року міністр культури Ольга Любимова заявила, що фільм може отримати підтримку Мінкульту, маючи намір продовжити «курс на сімейне кіно» у зв'язку з касовим успіхом фільму «Чебурашка» (2023), який трохи більше ніж за тиждень зібрали понад 4 мільярди рублів.